# Elattoneura josemorai
Elattoneura josemorai är en trollsländeart som beskrevs av Compte Sart 1964. Elattoneura josemorai ingår i släktet Elattoneura och familjen Protoneuridae. IUCN kategoriserar arten globalt som livskraftig. Inga underarter finns listade i Catalogue of Life.